# Anders Bodegård
Karl Vilhelm Anders Bodegård (ur. 2 stycznia 1944 w Växjö, zm. 17 czerwca 2024) – szwedzki slawista, tłumacz literatury polskiej oraz francuskiej na język szwedzki.

## Życiorys
W Polsce po raz pierwszy był w 1967, gdy uczestniczył w kursie dla polonistów na Uniwersytecie Warszawskim. Do Polski przybył na dłużej w 1981, by jako lektor języka szwedzkiego pracować na Uniwersytecie Jagiellońskim. Po powrocie do Szwecji publikował i promował literaturę i kulturę polską.
Tłumaczył i spopularyzował w Skandynawii takich polskich autorów jak: Witold Gombrowicz, Ryszard Kapuściński, Ewa Lipska, Zbigniew Herbert, Paweł Huelle, Antoni Libera, ks. Józef Tischner, Adam Zagajewski oraz Wisława Szymborska, która jak sama twierdziła, bez tłumaczeń Bodegårda nie otrzymałaby literackiej Nagrody Nobla.
W 1998 reżyser Antoni Krauze nakręcił dokumentalny portret Bodegårda - Szwed z „Wesela”, czyli niezdrowo i romantycznie.

## Nagrody i odznaczenia
- nagroda translatorska De Nios (1994)
- nagroda polskiego PEN Clubu[4]
- Krzyż Komandorski Orderu Zasługi RP (2018)[4]
- Nagroda literacka Stowarzyszenia Autorów ZAiKS za wybitne osiągnięcia translatorskie (1998)[4][5]
- Nagroda Instytutu Książki – Transatlantyk (2006)
- Nagroda im. Ryszarda Kapuścińskiego (2018)[4]